# Brive (Rhône)
Die Brive ist ein Bach im Südosten von Frankreich, der im Département Ain der Region Auvergne-Rhône-Alpes westlich der Stadt Belley verläuft.

## Geografie

### Verlauf
Die Brive entspringt im südlichen Gemeindegebiet von Marchamp, entwässert mit mehreren abrupten Richtungsänderungen generell nach Westnordwest durch die Landschaft Bugey und mündet nach rund 13 Kilometern im nordwestlichen Gemeindegebiet von Montagnieu als rechter Nebenfluss in die Rhône.

### Orte am Fluss
(Reihenfolge in Fließrichtung)
- Cerin, Gemeinde Marchamp
- Marchamp
- Lompnas
- Crept, Gemeinde Seillonnaz
- Vérizieu, Gemeinde Briord
- Montagnieu
- Les Granges, Gemeinde Montagnieu

## Sehenswürdigkeiten
- Reste eines Römischen Aquäduktes am Flussufer zwischen Briord und Montagnieu – Monument historique[4]